# Jenny Jugo
Jenny Jugo, nome d'arte di Eugenie Jenny Walter (Mürzzuschlag, 14 giugno 1904 – Schwaighofen, 30 settembre 2001), è stata un'attrice austriaca.

## Biografia
Nativa della Stiria, dopo aver frequentato le scuole primarie in un convento si trasferì a Graz dove cominciò gli studi regolari. A sedici anni si sposò una prima volta con l'attore teatrale Emo Jugo, lo segu' a Berlino nel 1925 e prese il suo cognome come parte del nome d'arte. Il matrimonio durò appena un anno. 
Nel 1924, a vent'anni, firmò un contratto con l'UFA e iniziò a recitare in diversi film muti fino al 1927, quando ottenne il primo ruolo da protagonista nella pellicola diretta da Carl Sternheim Die Hose e nella coproduzione franco-tedesca Casanova diretta da Aleksandr Volkov.
Nel 1928, sul set di Die Carmen von St. Pauli, conobbe l'attore tedesco Friedrich Benfer, con il quale restò a lungo fidanzata. Iniziò a recitare ruoli più brillanti negli anni trenta in molte pellicole, diverse delle quali dirette da Erich Engel. Con Joseph Goebbels, Ministro della Propaganda del Terzo Reich, e i suoi familiari, in quel periodo strinse rapporti di amicizia dei quali è rimasta traccia nei diari di Goebbels.
Lavorò fino alla fine della seconda guerra mondiale in numerosi film, ma dopo il 1945 apparve soltanto in due pellicole, e una terza la lascerà incompiuta. Le sue condizioni di salute, infatti, si aggravarono a causa di un intervento chirurgico sbagliato e Jenny Jugo passerà dal 1950 il resto della vita paraplegica su una sedia a rotelle, assistita da Friedrich Benfer che aveva sposato quell'anno e con il quale si trasferì a vivere in una fattoria in Alta Baviera. Nonostante l'interesse giornalistico per lei, l'attrice rifiuterà di concedere interviste o fotografie, non lasciando più l'abitazione, nemmeno quando rimarrà vedova nel 1996 dopo 46 anni di matrimonio. Apparve per l'ultima volta in pubblico nel maggio del 1950; nel 1971 le venne assegnato il premio Filmband in Gold "per i molti anni di lavoro eccellente nel cinema tedesco", ma non si presentò a ritirarlo.
Morì nel 2001, nel piccolo paese di Schwaighofen presso Königsdorf all'età di 97 anni. Venne sepolta nel Friedhof St. Peter di Graz.

## Filmografia

### Attrice

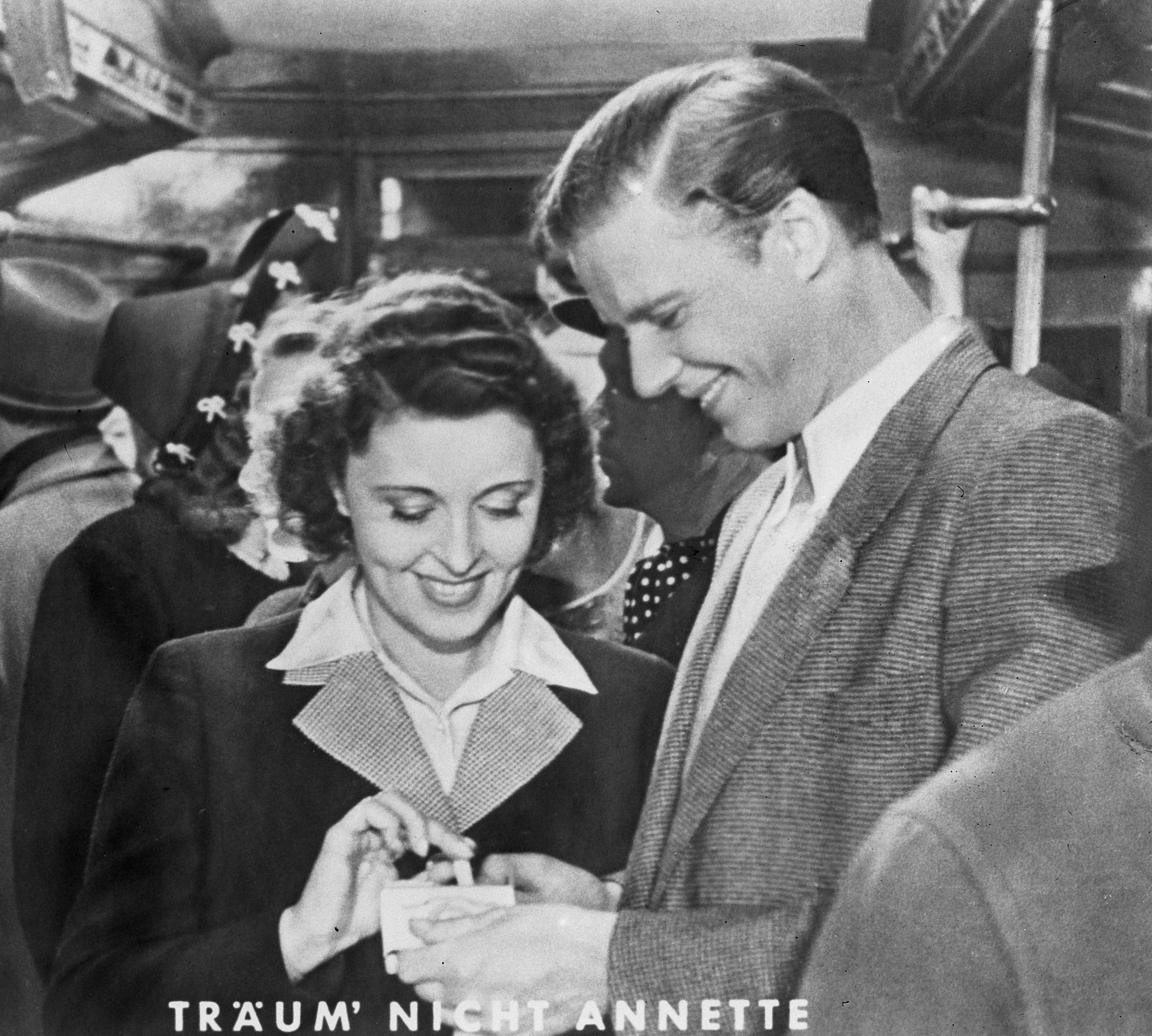
Jenny Jugo con Max Eckard in Träum' nicht, Annette

- Der Turm des Schweigens, regia di Johannes Guter (1925)
- Wenn die Liebe nicht wär'!, regia di Robert Dinesen (1925)
- Die gefundene Braut, regia di Rochus Gliese (1925)
- Blitzzug der Liebe, regia di Johannes Guter (1925)
- Die Puppe vom Lunapark, regia di Jaap Speyer (1925)
- Die Feuertänzerin, regia di Robert Dinesen (1925)
- Friesenblut, regia di Fred Sauer (1925)
- Schiff in Not, regia di Fred Sauer (1925)
- Der Kampf gegen Berlin, regia di Max Reichmann (1926)
- Liebe macht blind, regia di Lothar Mendes (1926)
- Ledige Töchter, regia di Carl Boese (1926)
- Prinz Louis Ferdinand, regia di Hans Behrendt (1927)
- Casanova, regia di Aleksandr Volkov (1927)
- Die Hose, regia di Hans Behrendt (1927)
- Pique Dame, regia di Aleksandr Razumnyj (1927)
- Die indiskrete Frau, regia di Carl Boese (1927)
- Sechs Mädchen suchen Nachtquartier, regia di Hans Behrendt (1928)
- Il cerchio della morte (Die Todesschleife), regia di Arthur Robison (1928)
- Die Carmen von St. Pauli, regia di Erich Waschneck (1928)
- Die blaue Maus, regia di Johannes Guter (1928)
- Die Schmugglerbraut von Mallorca
- Die Flucht vor der Liebe
- Der Bund der Drei
- Questa notte... forse sì (Heute Nacht - eventuell), regia di E. W. Emo (1930)
- Kopfüber ins Glück
- Wer nimmt die Liebe ernst...
- Ich bleib bei Dir
- I cinque del jazz band (Fünf von der Jazzband)
- Zigeuner der Nacht
- Eine Stadt steht kopf, regia di Gustaf Gründgens (1933)
- Aspetto una signora (Ein Lied für dich)
- Es gibt nur eine Liebe
- Signorina... signora (Fräulein Frau)
- Stasera da me (...heute abend bei mir)
- Pechmarie
- Herz ist Trumpf
- Pygmalion, regia di Erich Engel (1935)
- La giovinezza di una grande imperatrice (Mädchenjahre einer Königin)
- Allegria (Allotria), regia di Willi Forst (1936)
- Una notte di Napoleone (Die Nacht mit dem Kaiser)
- Gefährliches Spiel
- Il piccolo e grande amore (Die kleine und die große Liebe)
- Un caso disperato (Ein hoffnungsloser Fall)
- L'ultima avventura
- La signorina professoressa
- Der Trichter Nr. 12
- Non mi sposo più, regia di Erich Engel e Giuseppe Amato (1942)
- Non mi sposa più (Viel Lärm um Nixi), regia di Erich Engel (1942)
- Die Gattin, regia di (1949)
- Träum' nicht, Annette, regia di Eberhard Klagemann e (non accreditato) Helmut Weiss
- Königskinder, regia di Helmut Käutner (1950)

### Film o documentari dove appare Jenny Jugo
- Rund um die Liebe, regia di Oskar Kalbus - filmati di repertorio (1929)